# 细果毛脉槭
细果毛脉槭（学名：Acer pubinerve var. apiferum）为槭树科槭属下的一个变种。

## 扩展阅读
- 維基物種上的相關：细果毛脉槭